# Monumento a Henryk Sienkiewicz (Roma)
Il Monumento a Henryk Sienkiewicz è un monumento che si trova a Roma, nel quartiere Pinciano, presso i giardini di Villa Borghese. L'opera è dedicata allo scrittore polacco Henryk Sienkiewicz e venne inaugurata nel 2006.

## Storia
L'autore della scultura, alta quasi tre metri, è il professor Czesław Dźwigaj, mentre colui al quale venne l'idea di celebrare lo scrittore vincitore del premio Nobel per la letteratura fu il politico Bogdan Klich. Il monumento venne inaugurato nel Piazzale Ferdowsi, un accesso per i giardini di Villa Borghese (dove a sua volta si trova una statua del poeta persiano Firdusi), nel 2006. Fino ad allora lì si trovava un semplice busto dello scrittore. Alla cerimonia di inaugurazione parteciparono dei rappresentanti delle autorità di Roma, il nipote dello scrittore Bartłomiej Sienkiewicz, l'ambasciatore polacco in Italia Michał Radlicki, l'ambasciatrice polacca presso la Santa Sede Hanna Suchocka e l'eurodeputato italiano (di origine polacca) Jas Gawronski.

## Descrizione
L'opera raffigura Henryk Sienkiewicz seduto su un piedistallo di pietra, con una corona d'alloro tra le mani. Nella parte inferiore del monumento c'è un'iscrizione che riporta la frase "Quo vadis, Domine", che è un riferimento al celebre romanzo Quo vadis?, da lui scritto nel 1896 e grazie al quale vinse il premio Nobel. La frase è in latino e significa "Dove vai, Signore": sono le parole che, secondo la leggenda, Simon Pietro rivolse a Gesù quando lo vide mentre si dirigeva a Roma, al che egli rispose Venio Romam iterum crucifigi (vengo a Roma a farmi crocifiggere di nuovo) prima di scomparire.
Sul basamento è presente la scritta seguente:
1846     -     1916
SCRITTORE POLACCO
PREMIO NOBEL
1905
AUTORE DEL ROMANZO
QUO VADIS»
Sul retro si trova invece il nome dello scultore e il luogo e la data di realizzazione dell'opera (CRACOVIA  A.D. 2006). Ai lati sono presenti altre informazioni sulle persone che hanno consentito l'erezione del monumento (tra di loro viene citato anche Bogdan Klich).